# Dehns Palæ
Dehns Palæ en en rokokobygning, der ligger i Bredgade 54 og Frederiksgade 17 i København. Hovedbygningen er opført for gehejmeråd Friedrich Ludwig von Dehn i 1752-1756 ved J.G. Rosenberg under overopsyn af Nicolai Eigtved. Palæet blev senere ombygget i det indre ved G.F. Hetsch 1817-1825.
Palæet danner pendant til Bernstorffs Palæ på den anden side af Frederiksgade. Siden 1806 har palæet været udstykket i to dele og har to forskellige ejere. Den største, nordlige del ejes af Danmarks Apotekerforening og blev restaureret 1984-86 ved Vilhelm Wohlert, mens den søndre del med adresse i Frederiksgade huser en ejerforening. Samme dels facade blev restaureret i 1990'erne, hvor sandstensudsmykningen blev nyhugget.
Ved 3-tiden om natten mellem den 3. og 4. maj 2010 blev der konstateret en voldsom brand i palæets tagkonstruktion. Branden hærgede den nordre del af palæet, hvor de øverste to etager helt udbrændte, mens første og anden sal blev vandskadede. Natten mellem den 4. og 5. maj kollapsede bygningens etager helt, så kun ydermurerne var intakte. Det lykkedes at redde de uerstattelige værdier ud af bygningen, mens ordinært kontorudstyr etc. er ødelagt. Apotekerforeningens arkiv er også gået til grunde. Alene restaurering og genskabelse af palæet anslås at koste minimum 200 mio. kr.

## Historie
Dehns Palæ blev opført som en brik i Nicolai Eigtveds storslåede planer for Frederiksstaden. Den ny bydel blev påbegyndt 1749 for Frederik 5. som en fejring af det oldenborgske kongehus' 300-års jubilæum på den danske trone. Centrum blev udgjort af en ottekantet plads med fire adelspalæer omkring en rytterstatue af monarken – det nuværende Amalienborg – og i samme akse blev det planlagt et monumental kirke, Marmorkirken, der først langt senere blev fuldendt.
De fornemste grunde var, ud over dem omkring selve pladsen, de to grundstykker på hjørnerne af Norgesgade (nu Bredgade) og Frederiksgade. Ligesom ved de fire palæer på pladsen skulle facaderne i Norgesgade være ens.
Men det var vanskeligt for kongen at finde to bygherrer, der kunne løfte opgaven økonomisk, men det lykkedes at få de to nyudnævnte gehejmeråder, Johann Hartwig Ernst von Bernstorff og baron Friedrich Ludwig von Dehn til at påtage sig opgaven. De fik grundene foræret og slap for at betale ejendomsskat i 30 år. Til gengæld skulle de påtage sig at opføre hver sit palæ, der i det ydre skulle være spejlinger af hinanden.
Eigtved blev ikke selv hovedarkitekt for palæerne. I stedet blev det hans holstenske elev Johann Gottfried Rosenberg, som von Dehn måske havde benyttet som arkitekt i Slesvig ved opførelsen af Dehns herregård Gut Ludwigsburg. I 1752 blev grundstenen nedlagt, og fire år efter stod palæerne færdige i en stil præget af senbarok og rokoko. Selv om Rosenberg var arkitekten, er tegningerne approberet (godkendt) af Eigtved, der muligvis har rettet til hist og her efter sin smag. I 1753 skrev Eigtved således til Københavns Magistrat: "Facadetegningerne for Deres Excellencer, Gehejmeraader og Baroner v. Dehn og Bernstorffs Bygninger har jeg som sædvanlig til Stadsbygmesteren paategnet." I Det Kongelige Bibliotek findes de såkaldte Rosenbergske tegninger til pendantbygningen Bernstorffs Palæ, der ikke efterlader nogen tvivl om, at Rosenberg er ophavsmanden.
En række byggeregnskaber er bevaret og et af de mest fortællende bilag gælder Dehns byggeri. Den 27. april 1752 ansøgte Rosenberg om tilladelse til at indføre en række materialer "til Brug ved hans Excellence, Hr. Gehejmeraad og Baron von Dehns Nybygning paa Amalienborg". Af materialerne kan nævnes: 1.800.000 mursten, 50.000 glaserede tagsten, 150 tønder fransk gips, 50 kurve fransk glas, 15 kister pommersk glas, 700 pommerske bjælker, 300 westerwigske eller calmerske brædder, 30.000 kubikfod gotlandsk sandsten, 3.000 svenske fliser, 4.000 stk. 6-tommer nagler, 20.000 stk. 5-tommer nagler og 100.000 stk. nagler af 4 tommer.

### Rokokopalæet
Resultatet blev et palæ i 17 fag, inddelt i tre risalitter, hvor bygningskroppen har sadeltag, mens de pavillonlignende midt- og sidepartier krones af mansardtage. Over gesimsen på midtrisalitten ses bygherrens våbenskjold med baronkrone, og gesimsen er rigt prydet med vaser og rocailler. Pavillonerne har stueetage, beletage og mezzaninetage, mens mellembygningerne er lavere, uden mezzanin.
Rosenberg var i sit virke klart påvirket af Eigtveds lette rokokostil. Den ses i ørelisenerne på facaden, i vinduernes fladbuer og i den rige skulpturelle dekoration. Alligevel er grundformen i huset tungere end den stil, som Eigtved praktiserede, på grund af det kraftige mansardtag og den leddelte bygningskrop. I det indre er det kun bevaret et større rum fra den oprindelige indretning, nemlig det fornemme trapperum, der er identisk (men spejlvendt) med det tilsvarende rum i nabopalæet. Trapperummet præges af en kølig gråtoneskala og er prydet med marmor og marmorstuk. Gelænderet bæres af et håndsmedet rækværk.
Oprindeligt havde begge palæer staldbygninger og var behørigt adskilt fra nabohusene ved indkørselsportaler, der var kronet med bygherrernes våbenskolde. Disse er senere forsvundet og grundstykkerne bebygget. Staldbygningerne var prydet af en kraftig, rundbuet niche, der omsluttede et rundt vindue og skar sig op i taget. Dette motiv går igen i Rosenbergs produktion og i bygninger, der tilskrives ham; således staldbygningen ved Plön Slot i Holsten (1745) og den forsvundne staldbygning på Ludwigsburg (1740'erne).
Dehn forblev hele livet ungkarl, og da han i 1762 blev udnævnt til kgl. statholder i hertugdømmerne, forlod han palæet, som han fire år senere afhændede til grev Ditlev Reventlow. Det forblev i Reventlowslægtens eje, indtil det ca. 30 år efter, i 1794, blev erhvervet af hertug Frederik Christian 2. af Augustenborg, der flyttede ind med sin hustru Louisa Augusta – datter af dronning Caroline Mathilde og (uofficielt) livlægen Johann Friedrich Struensee. Her blev parrets tre børn født, blandt dem den senere dronning Caroline Amalie.
Men i tiden efter Englandskrigene, 1810, blev huset købt af en byggespekulant, der opdelte palæet i to matrikler, som det stadig er. Huse var billigt til salg. Dehns Palæ blev solgt til under forsikringsprisen, fordi hertugen ikke længere havde brug for en egentlig residens i hovedstaden, han havde brudt med sin svoger kongen og var aftrådt fra alle officielle hverv.
Den nordlige del omfatter hovedpavillonen og den nordligste pavillon (i Bredgade) og stykket i mellem disse, mens den søndre del omfatter stykket mellem hovedpavillonen og sidepavillonen i Frederiksgade.

### Klassicistisk ombygning
Palæet anden guldalder oprandt, da Christopher Mac Evoy, en hovedrig plantageejer fra St. Croix, i 1818 overtog hovedparcellen af palæet, som var i en sørgelig forfatning. Han ofrede store summer på dets udsmykning og moderniserede interiøret i tidens empirestil med G.F. Hetsch som arkitekt. Rummene præges af forgyldte stuklofter inddelt i rektangulære felter og væggene med spejle, borter og medaljoner. Tilsvarende blev der lavet møbler, der passede til de nye rum.
Mac Evoys ødselhed kunne ikke undgå at vække opmærksomhed i samtiden, der var præget af smalhals som følge af statsbankerotten. Palæets nye ejer lå konstant i strid med kongen, der ikke brød sig om hans ekstravagance. Mac Evoy anlagde et gasværk på ruinen af Marmorkirken, således at han kunne belyse palæet, og han hentede mahogni fra Cuba til at bygge de store fløjdøre, der findes på beletagen.
I 1844 blev palæet overtaget af prins Frederik af Hessen-Kassel, en bror til Christian 9.s dronning Louise og til 1852 dansk tronarving. Han lejede fløjen mod Frederiksgade ud til blandt andet forfatteren Johan Ludvig Heiberg og hans kone, skuespillerinden Johanne Luise Heiberg. Nogle år forinden var palæet ejet af baron Carl Frederik Blixen-Finecke, der var gift med prins Frederiks søster Augusta af Hessen-Kassel.

### Palæet bliver klaverfabrik
Efter at have været samlet på en hånd i nogle år blev palæet atter opdelt i 1871. Frederiksgade-fløjen blev købt af grev Christopher Knuth, der indtil sin død 1942 anvendte den som vinterbolig i hovedstaden, mens hovedfløjen blev overtaget af hof-pianofabrikant Frederik Møller, der installerede sin virksomhed, klaverfabrikken Hornung & Møller, i bygningen, der således blev omdannet til kontor og værksted. Den store festsal, som Hetsch havde indrettet, blev nu koncertsal og et samlingspunkt for det københavnske selskabsliv. Da Schimmelmanns Palæ længere nede ad gaden omtrent samtidig blev omdannet til Koncertpalæet, var hovedstadens musikliv i anden halvdel af 1800-tallet koncentreret i Bredgade.
Palæets have mod Frederiksgade blev samtidig solgt fra, og arkitekten J.A. Stillmann opførte huset Frederiksgade 19-21 i 1869-70.
I 1942 flyttede Hornung & Møller ud, samtidig med, at grev Knuths fløj blev ledig. Palæet kunne således samles på en hånd af et forsikringsselskab, der boede i palæet frem til 1956. I mellemtiden blev den søndre fløj fredet i 1939, fulgt af hovedfløjen i 1951.

### Restaurering af palæet
Fra 1956 og til selskabets konkurs 1979 lå Det Dansk-Franske Dampskibsselskab A/S i hele palæet. Men den skiftende virksomhed på stedet havde tæret hårdt på bygningen. Stuk og tapeter hang i laser, og der var bygget uskønne indskudte etager. Desuden var grundvandet i Frederiksstaden på et tidspunkt blevet sænket. Det gav store problemer for nogle af de gamle huse. Dehns Palæ begyndte at skride i fundamentet og i 1976 overtog staten selv ansvaret for det fredede palæ. Der blev lagt nyt tag på, og man måtte foretage en pilotering, fordi ejendommen var ved at knække midt over. Staten havde til hensigt at anvendte palæet til repræsentationslokaler for Udenrigsministeriet, men det blev opgivet. Derfor blev det solgt til Jespersen & Søn A/S, der solgte det videre til Danmarks Apotekerforening. Omtrent samtidig blev den søndre del omdannet til en ejerforening med flere ejere, bl.a. Nordisk Copyright Bureau.
Ved salget betingede staten sig ved en klausul, at der skulle gennemføres en restaurering af den historiske bygning. Professor Vilhelm Wohlert, der var statens rådgivende arkitekt for de kgl. slotte, var ansvarlig for en istandsættelse og tilbageføring i årene 1984-86. Ved restaureringen blev de oprindelige farver og detaljer genskabt på basis af Hetschs tegninger til moderniseringen i 1818 samt en dødsboliste fra Mac Evoy. Samtidig lykkedes det Apotekerforeningen af finde nogle af de møbler, der hørte til Hetschs møblering af rummene. Efter Wohlerts restaurering kunne Dehns Palæ således genindtage sin position som et af dansk senklassicismes vigtigste steder. I forbindelse med ombygningen blev der tilføjet en ny kontorfløj i gården.
I 1990'erne blev den indvendige restaurering fulgt op af en udvendig istandsættelse, der dog kun omfattede palæets nordlige del. I processen blev facadens malingslag fjernet og sandstensudsmykningen nyhugget. Den sydlige del står derimod stadig med malede facader.
En brand i maj 2010 har pt. raseret den nordlige del af palæet, hvorfor en ny, omfattende restaurering efter alt at dømme vil finde sted.
Der er ikke offentlig adgang.

## Ejere af Dehns Palæ
| (1751-1766) | Friedrich Ludwig von Dehn                                    | Friedrich Ludwig von Dehn                                                       |
| (1766-1779) | Ditlev Reventlow                                             | Ditlev Reventlow                                                                |
| (1779-1794) | Frederik "Fritz" Reventlow                                   | Frederik "Fritz" Reventlow                                                      |
| (1794-1810) | Frederik Christian af Augustenborg                           | Frederik Christian af Augustenborg                                              |
| (1810-1811) | Frederik Julius Kaas / William Duntzfelt / Niels Rosenkrantz | Frederik Julius Kaas / William Duntzfelt / Niels Rosenkrantz                    |
| (1811-1813) | Carl Ludwig von Baudissin                                    | Carl Ludwig von Baudissin                                                       |
| (1813-1820) | Carl Ludwig von Baudissins dødsbo                            | Carl Ludwig von Baudissins dødsbo                                               |
| (1820-1837) | Christopher Mac Evoy                                         | Christopher Mac Evoy                                                            |
| (1837-1842) | Forskellige ejere                                            | Forskellige ejere                                                               |
| (1842-1844) | Carl Frederik Blixen-Finecke                                 | Carl Frederik Blixen-Finecke                                                    |
| (1844-1871) | Frederik af Hessen-Kassel                                    | Frederik af Hessen-Kassel                                                       |
| (1871-1900) | Frederik Møller (nordre del)                                 | Christopher Knuth (søndre del)                                                  |
| (1900-1942) | Hornung & Møller (nordre del)                                | Christopher Knuth (søndre del)                                                  |
| (1942-1956) | Forsikringsselskabet "Nord & Syd" (hele huset)               | Forsikringsselskabet "Nord & Syd" (hele huset)                                  |
| (1956-1980) | Det Dansk-Franske Dampskibsselskab (hele huset)              | Det Dansk-Franske Dampskibsselskab (hele huset)                                 |
| (1980)      | Miljøministeriet (nordre del)                                | E/F Frederiksgade 17, flere ejere, bl.a.: Nordisk Copyright Bureau (søndre del) |
| (1980-)     | Danmarks Apotekerforening (nordre del)                       | E/F Frederiksgade 17, flere ejere, bl.a.: Nordisk Copyright Bureau (søndre del) |